# Đại học Trinity, Cambridge
Đại học Trinity là một trường đại học cấu thành từ Đại học Cambridge. Vua Henry VIII thành lập trường vào năm 1546, Trinity là một trong những trường đại học lớn nhất Cambridge, với khoản tài trợ lớn nhất so với bất kỳ trường đại học nào tại Cambridge hoặc Oxford. Trinity có kiến trúc đặc biệt nhất ở Cambridge với Đại sảnh được cho là lớn nhất ở châu Âu. Về mặt học thuật, Trinity có thành tích xuất sắc được đo bằng Bảng Tompkins (bảng xếp hạng không chính thức hàng năm của các trường đại học Cambridge), đứng đầu từ năm 2011 đến 2017. Trinity là trường đại học có thành tích hàng đầu trong kỳ thi đại học 2020-21, đạt tỷ lệ loại giỏi cao nhất.
Các cựu sinh viên của Trinity đã nhận đến 34 giải Nobel trong tổng số 121 giải mà các thành viên của Đại học Cambridge nhận (cao nhất so với bất kỳ trường đại học nào ở Oxford hoặc Cambridge). Các thành viên của trường đã nhận được bốn Huân chương Fields, một Giải thưởng Turing và một Giải thưởng Abel. Các cựu sinh viên của Trinity bao gồm cha đẻ của phương pháp khoa học (hoặc chủ nghĩa kinh nghiệm) Francis Bacon, sáu  thủ tướng Anh (cao nhất trong số các trường đại học Cambridge), nhà vật lý Isaac Newton, James Clerk Maxwell, Ernest Rutherford và Niels Bohr, nhà toán học Srinivasa Ramanujan và Charles Babbage, nhà thơ Lord Byron và Lord Tennyson, nhà văn Vladimir Nabokov và A.A. Milne, nhà sử học Lord Macaulay và G. M. Trevelyan và triết gia Ludwig Wittgenstein, Bertrand Russell, G.E. Moore.

## Lịch sử

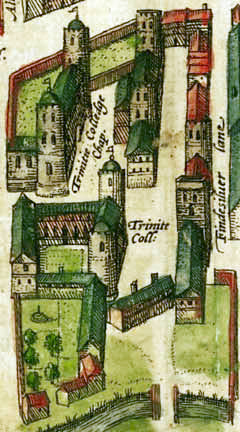
Bản đồ năm 1575 hiển thị các tòa nhà King's Hall (trên cùng bên trái) và Michaelhouse (trên cùng bên phải) trước khi tái thiết Thomas Nevile.

### Nền tảng
Vua Henry VIII thành lập trường vào năm 1546, từ sự hợp nhất của hai trường hiện có là Michaelhouse (do Hervey de Stanton thành lập năm 1324), và King's Hall (do Edward II thành lập năm 1317 và Edward III xây dựng lại vào năm 1337). Vào thời điểm đó, Henry đã chiếm đất của các tu viện và nhà thờ (Công giáo). Các trường đại học của Oxford và Cambridge, đều là các tổ chức tôn giáo và khá giàu có, dự kiến sẽ xếp hàng tiếp theo. Nhà vua đã thông qua Đạo luật của Nghị viện một cách hợp lệ, cho phép ông ta đàn áp (và tịch thu tài sản của) bất kỳ trường đại học nào mà ông muốn. Các trường đại học đã nhờ vả các mối quan hệ để cầu xin người vợ thứ sáu của ông là Catherine Parr. Nữ hoàng thuyết phục chồng không đóng cửa mà thành lập một trường đại học mới. Nhà vua không muốn sử dụng quỹ hoàng gia, thay vào đó, ông đã kết hợp hai trường King's Hall và Michaelhouse, cùng với bảy ký túc xá là Physwick (trước đây là một phần của Đại học Gonville và Caius), Gregory's, Ovyng's, Catherine's, Garratt, Margaret's và Tyler's, để thành lập Trinity.

### Bản mở rộng của Nevile

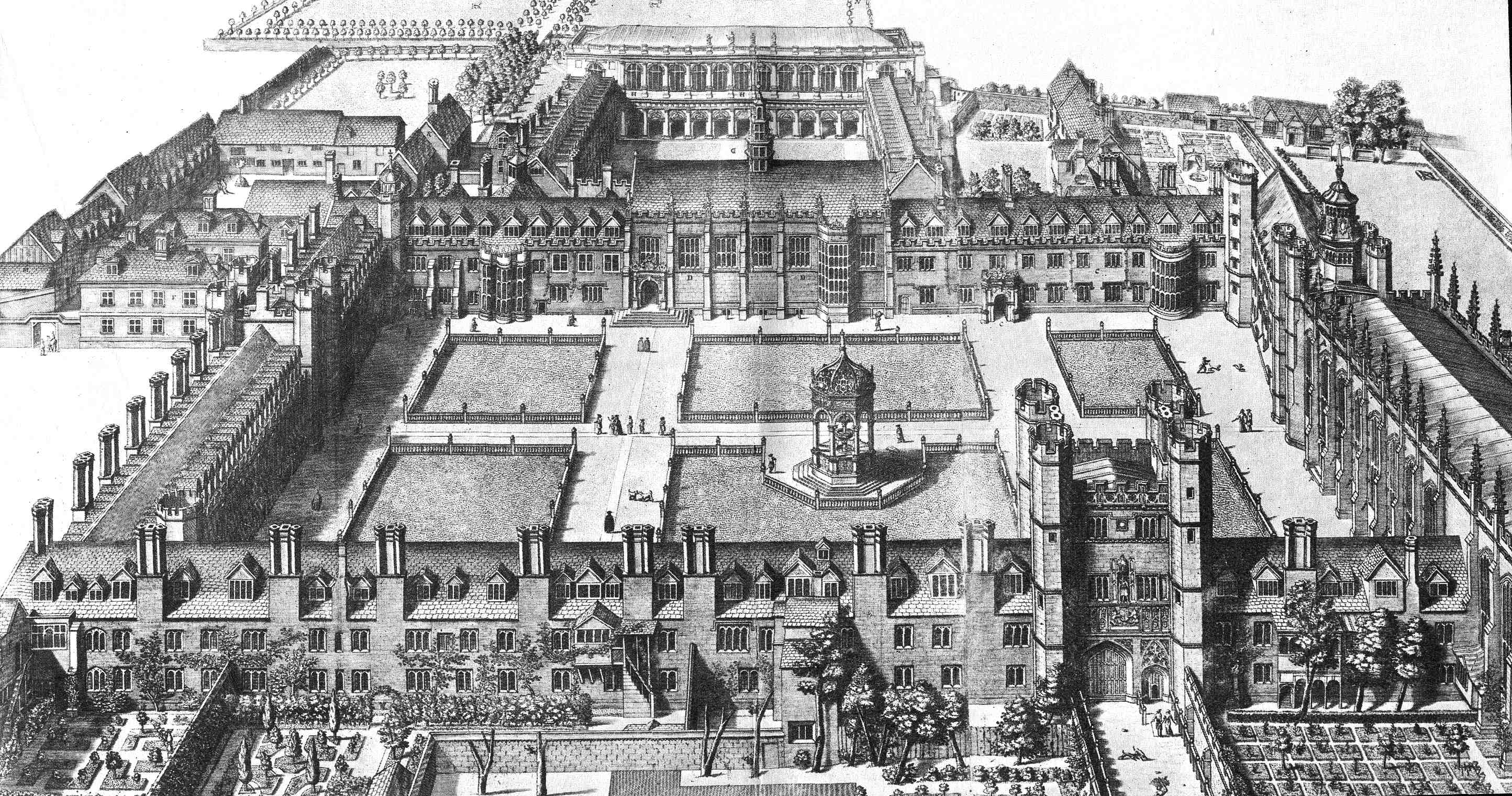
Bản in năm 1690 của David Loggan cho thấy Sảnh lớn của Nevile (tiền sảnh) và Sảnh của Nevile với Thư viện Wren (nền) – Sảnh mới vẫn chưa được xây dựng

Các vùng đất tu viện do Henry VIII cấp không đủ để đảm bảo sự trỗi dậy cuối cùng của Trinity. Về mặt kiến trúc và sự liên kết của hoàng gia, phải đến Mastership của Thomas Nevile (1593–1615), Trinity mới thừa nhận cả sự rộng rãi và mối liên hệ của nó với giai cấp thống trị kể từ Nội chiến. Khi mới thành lập, Trinity đã nợ rất nhiều trường đại học lân cận: theo cách nói cường điệu của Roger Ascham thì Trinity chẳng hơn gì một khoản cấn trừ thuộc địa. Bốn Tiến sĩ đầu tiên của nó đã được đào tạo tại St John's, và phải đến khoảng năm 1575, số lượng đơn đăng ký của hai trường đại học mới bằng nhau, một vị trí mà họ đã duy trì kể từ Nội chiến.

### Ngày nay

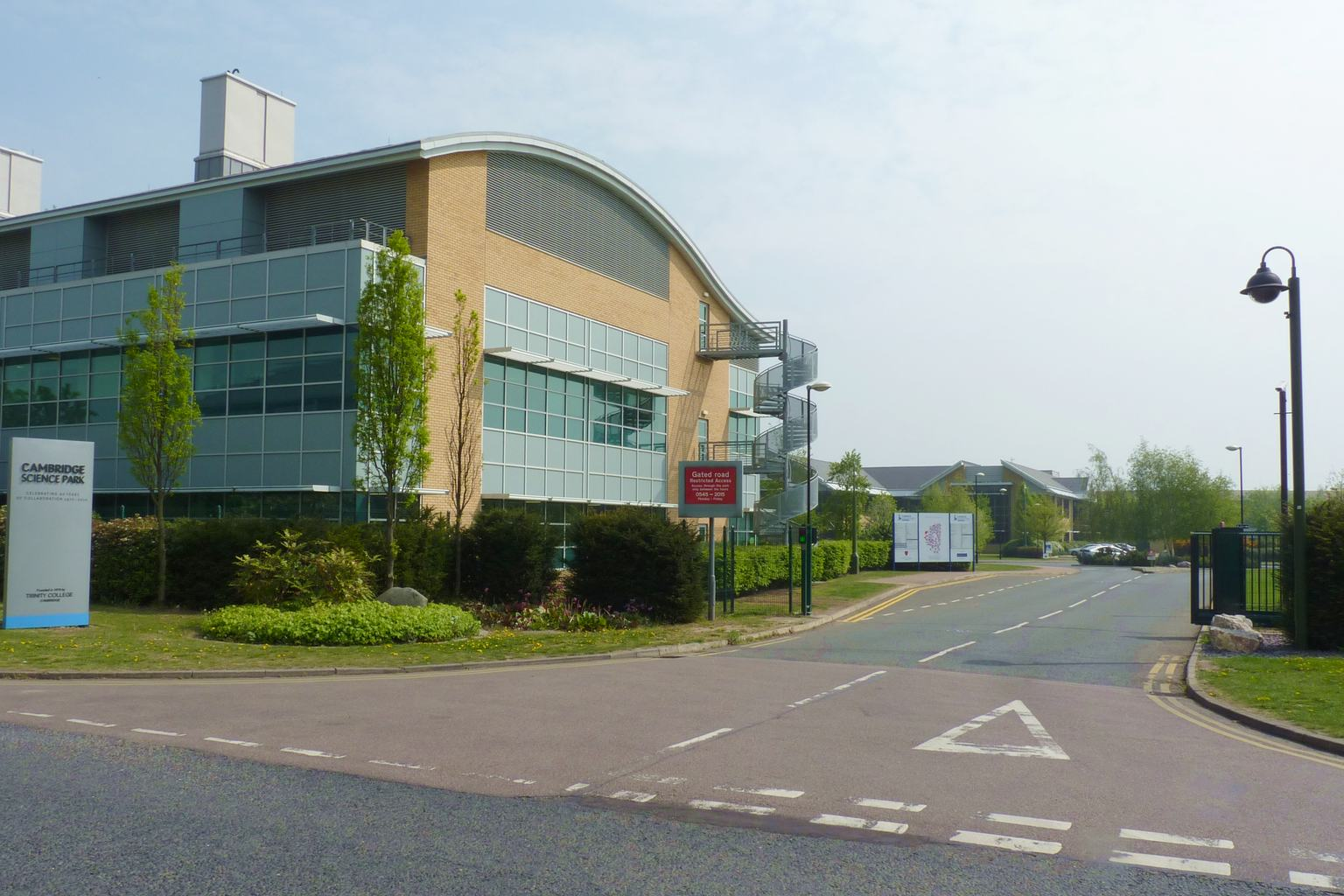
Trinity thành lập Công viên Khoa học Cambridge, cũng là công viên khoa học đầu tiên tại Anh vào năm 1970

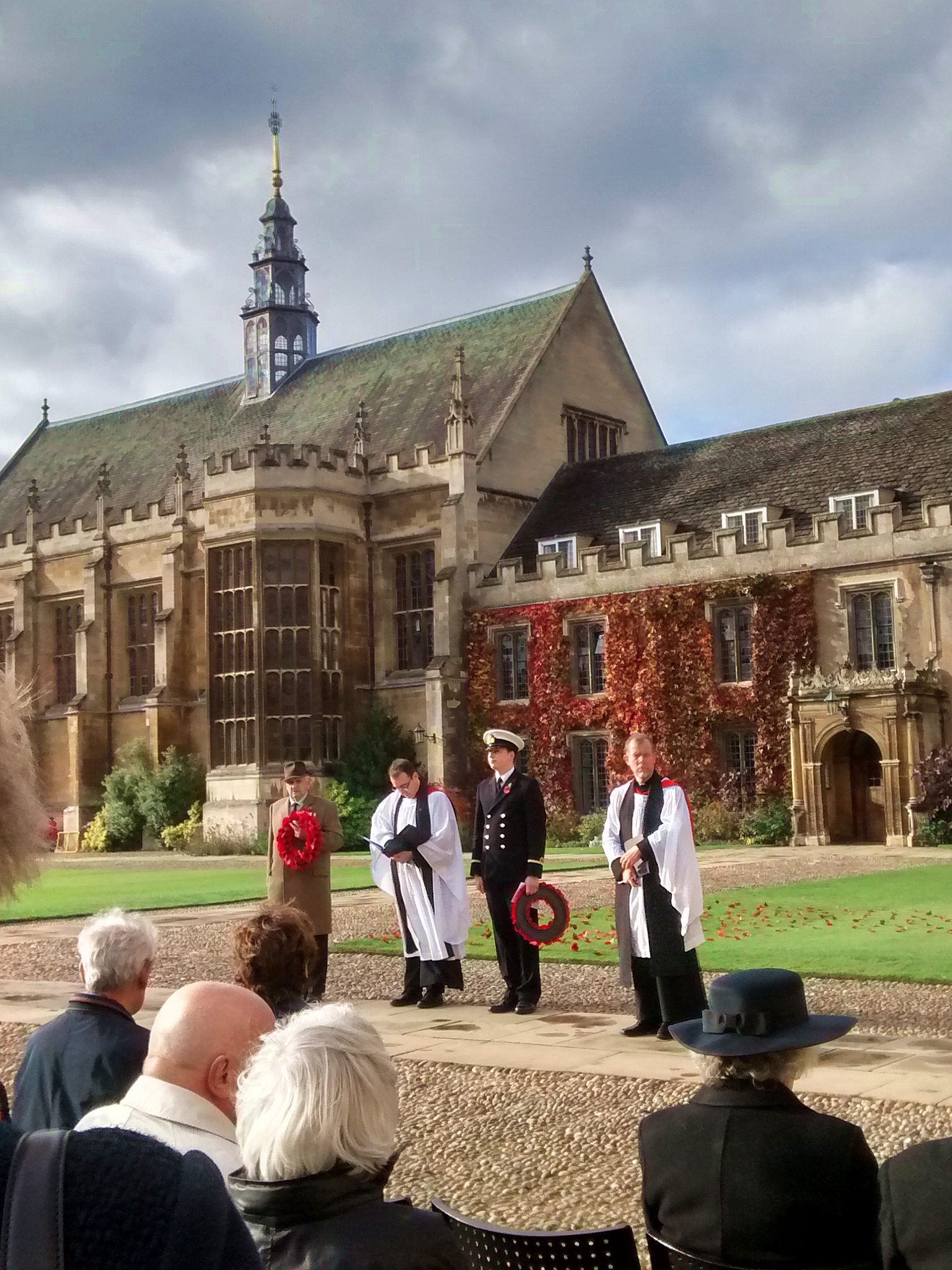
Lễ Tưởng Niệm tại Đại sảnh năm 2018

Vào thế kỷ 20, trường đại học Trinity, St John's và King trong nhiều thập kỷ là nơi tuyển dụng chính cho hội Tông đồ Cambridge, một hội kín ưu tú, trí thức.
Trinity là trường đại học Oxbridge giàu nhất khi sở hữu riêng một khu đất trị giá £800 triệu. Để so sánh, trường đại học giàu thứ hai ở Cambridge là St. John's có tài sản ước tính khoảng £780 triệu, và trường đại học giàu nhất ở Oxford (St. John's) có khoảng £600 triệu. Năm 2005, thu nhập cho thuê hàng năm của Trinity từ các tài sản được báo cáo là vượt quá 20 triệu bảng Anh.

### Hình ảnh

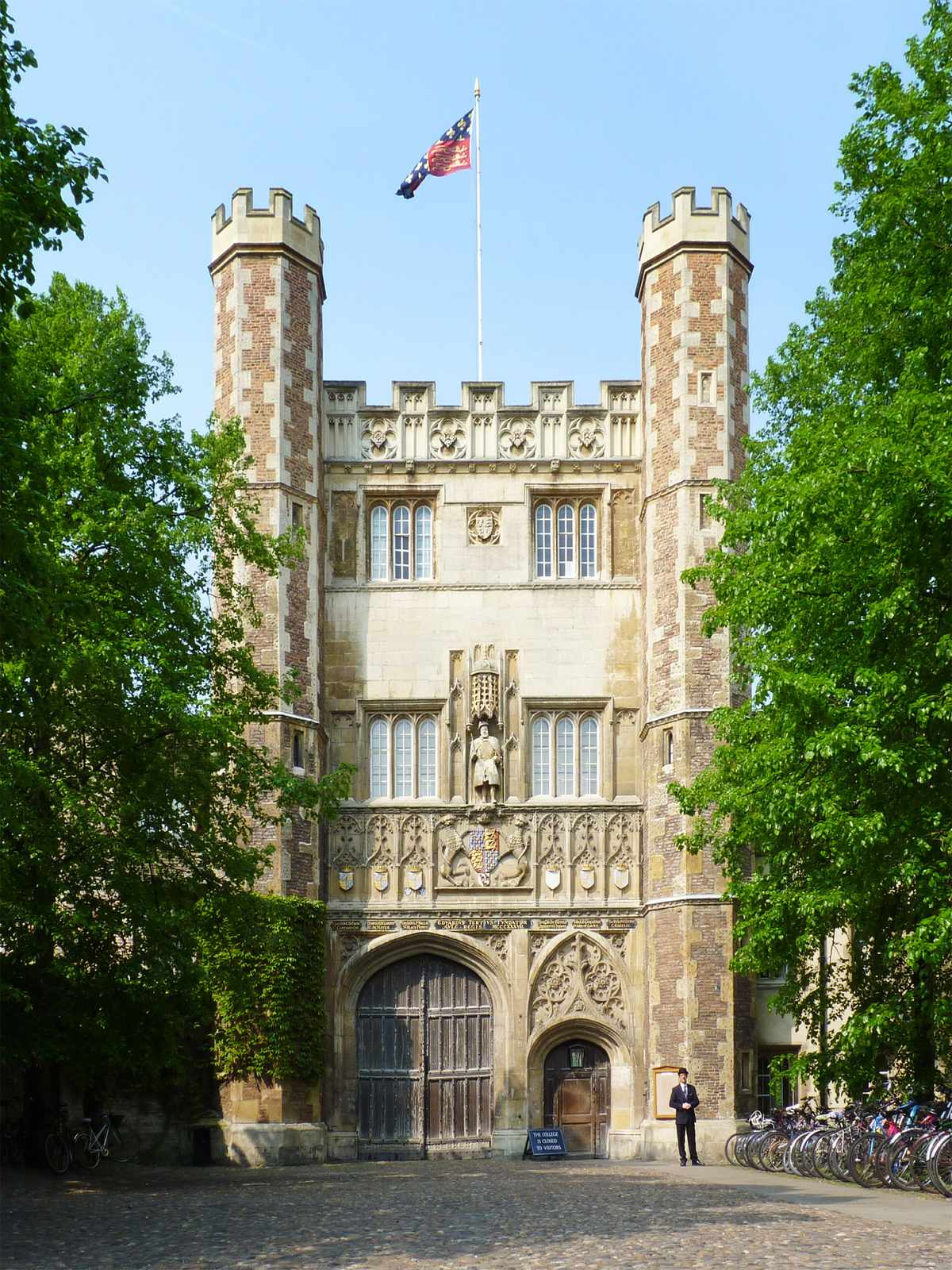
Cổng lớn
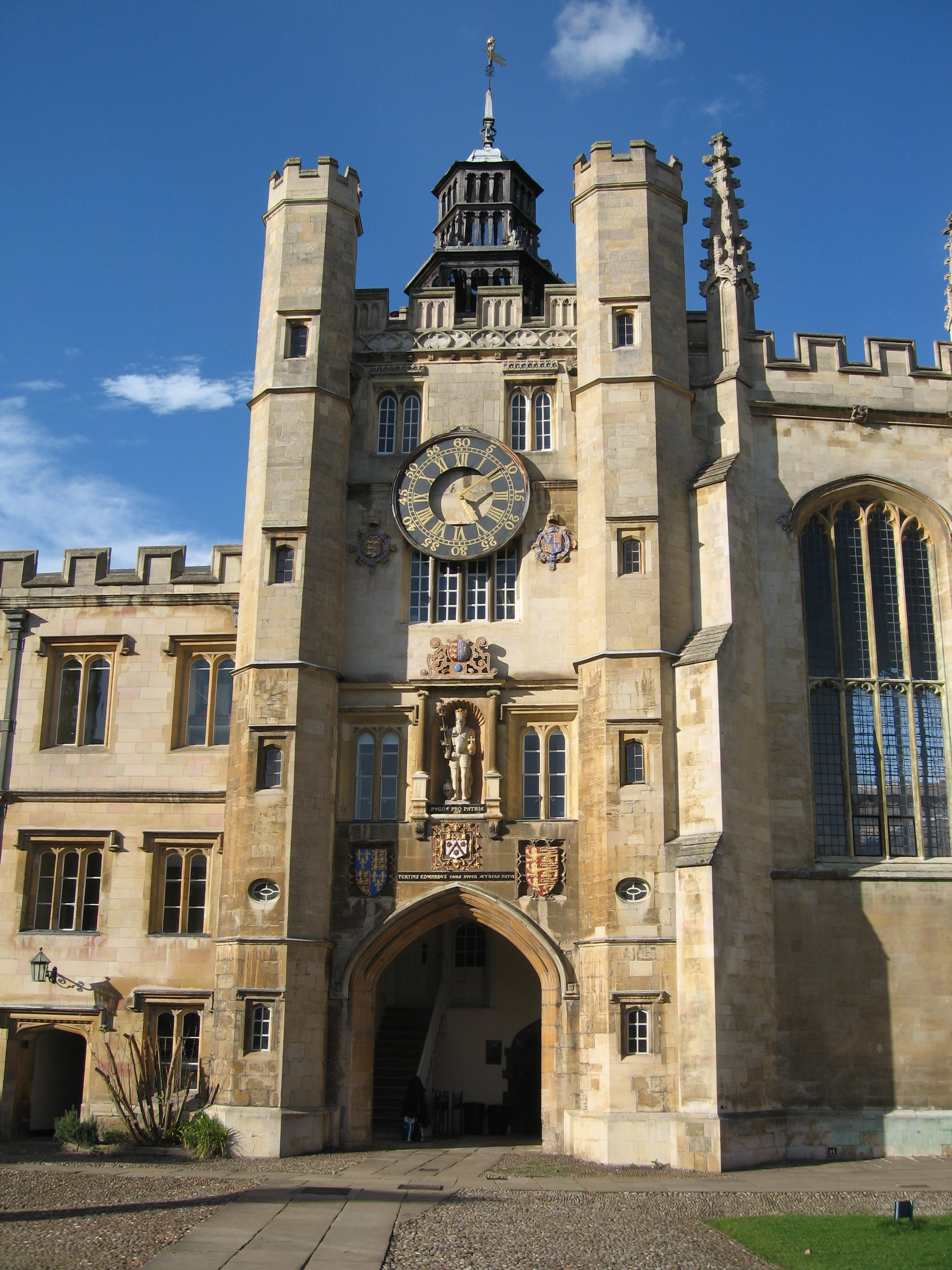
Tháp chuông đồng hồ
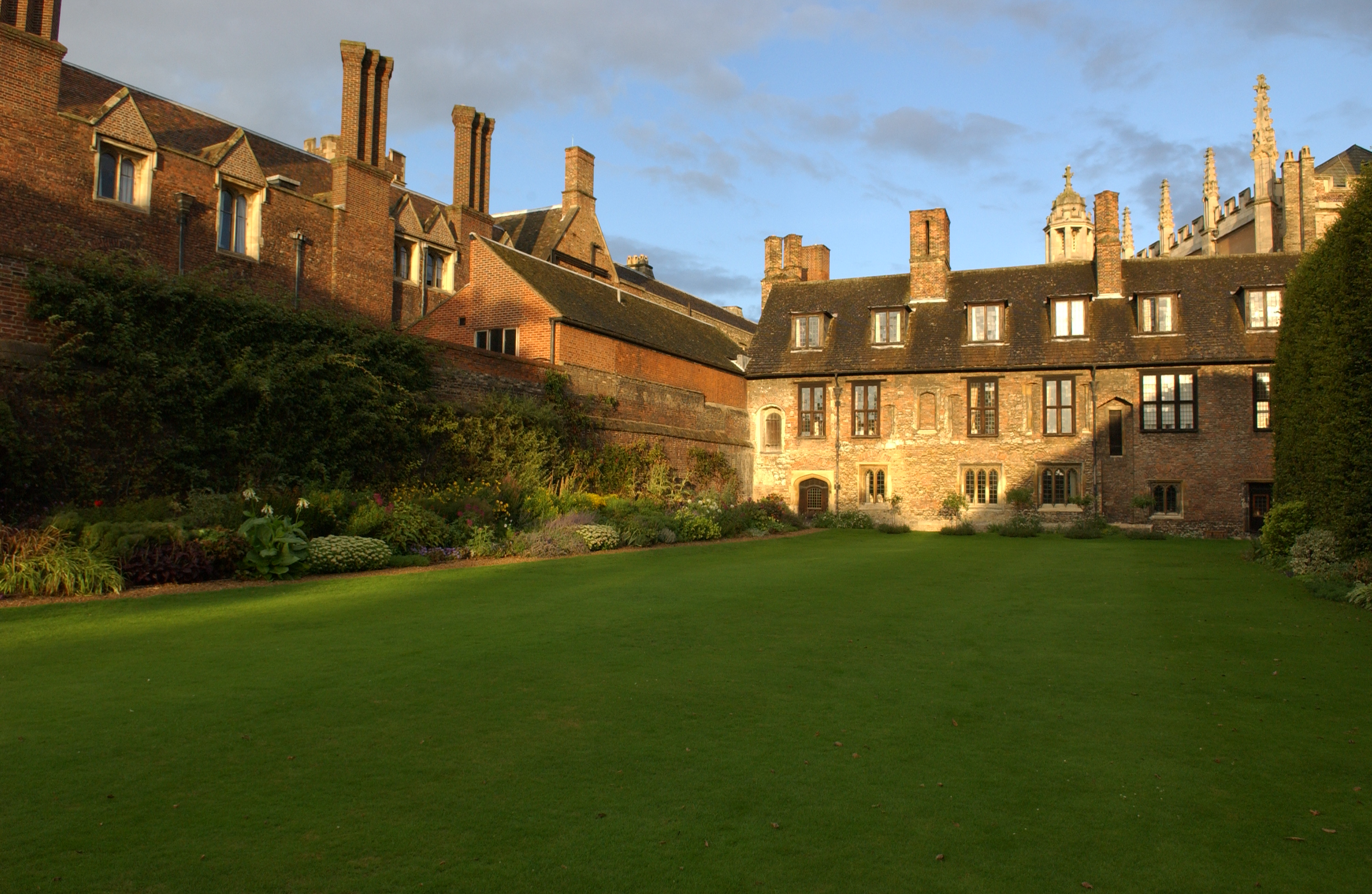
Bowling Green của Fellows, tòa nhà lâu đời nhất trong trường đại học (ban đầu là một phần của King Hall) ở phía sau
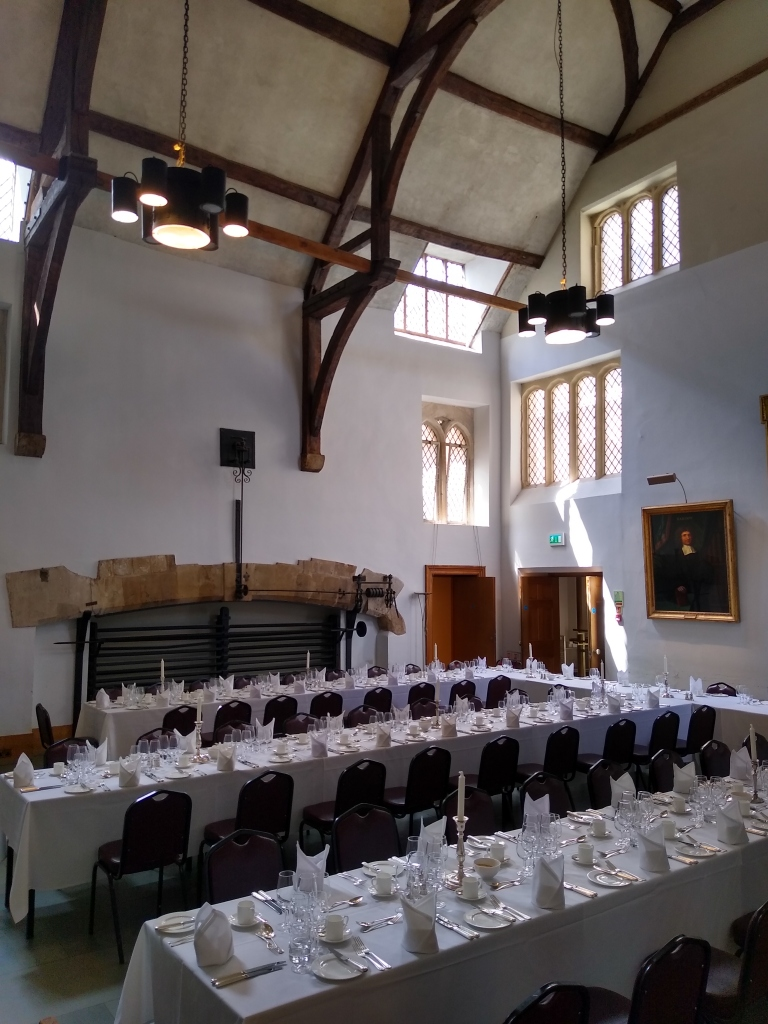
Nhà bếp cũ đang chuẩn bị cho bữa tối chính
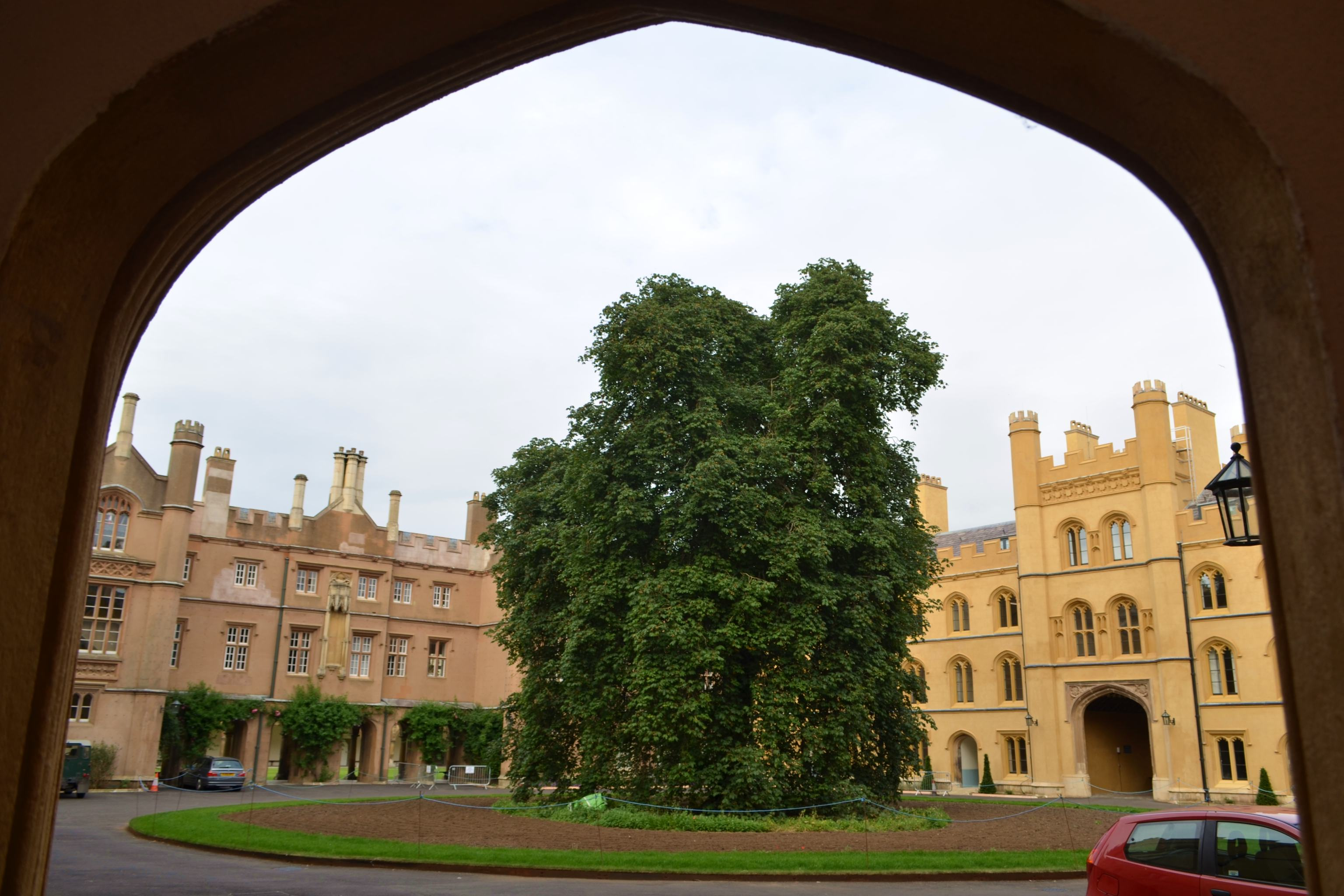
Sân mới sau khi sửa lại vào năm 2016
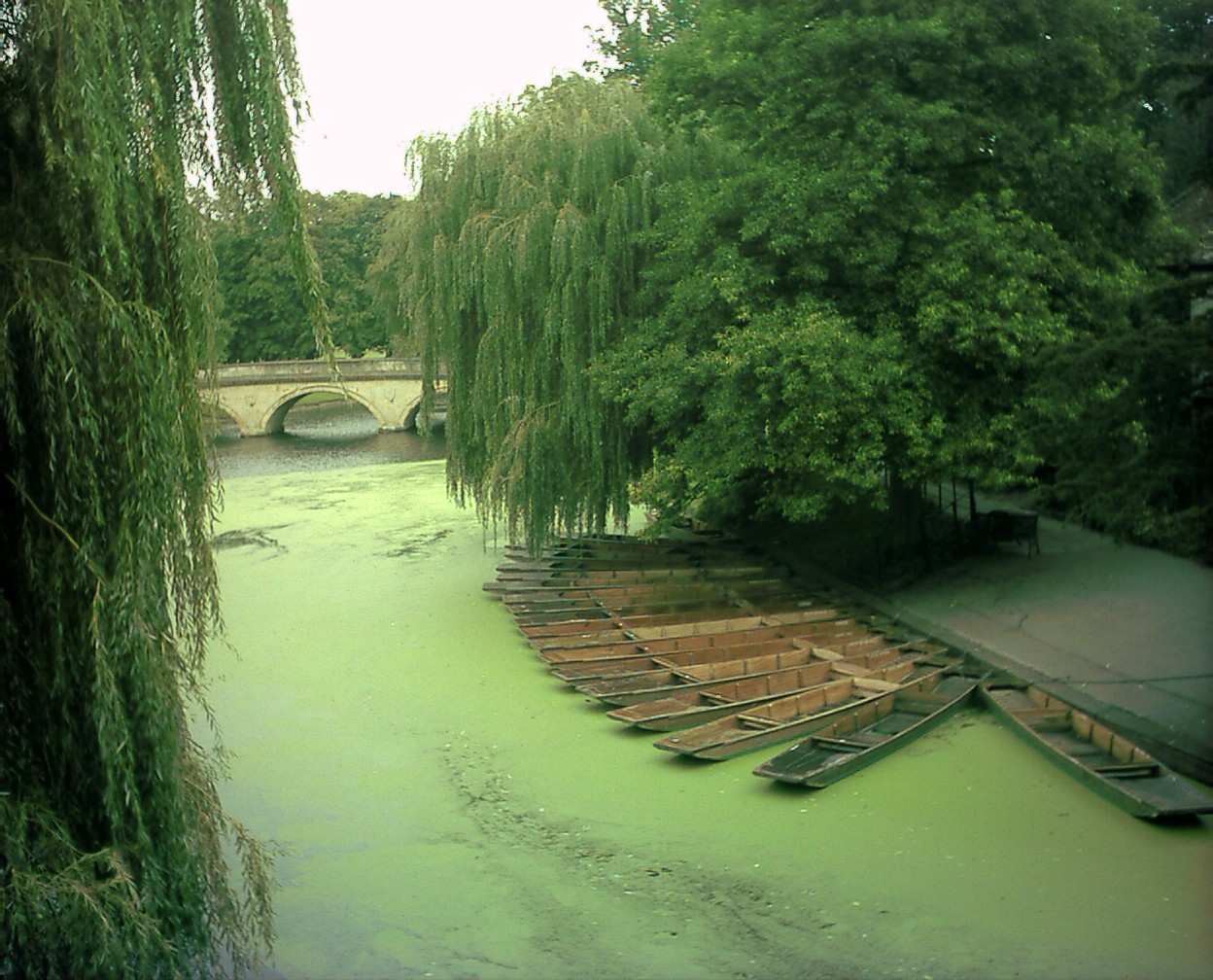
Sông Cam chảy qua phía sau Trinity, có thể nhìn thấy cây cầu Trinity và ngôi nhà punt nằm ở bên phải khu neo thuyền
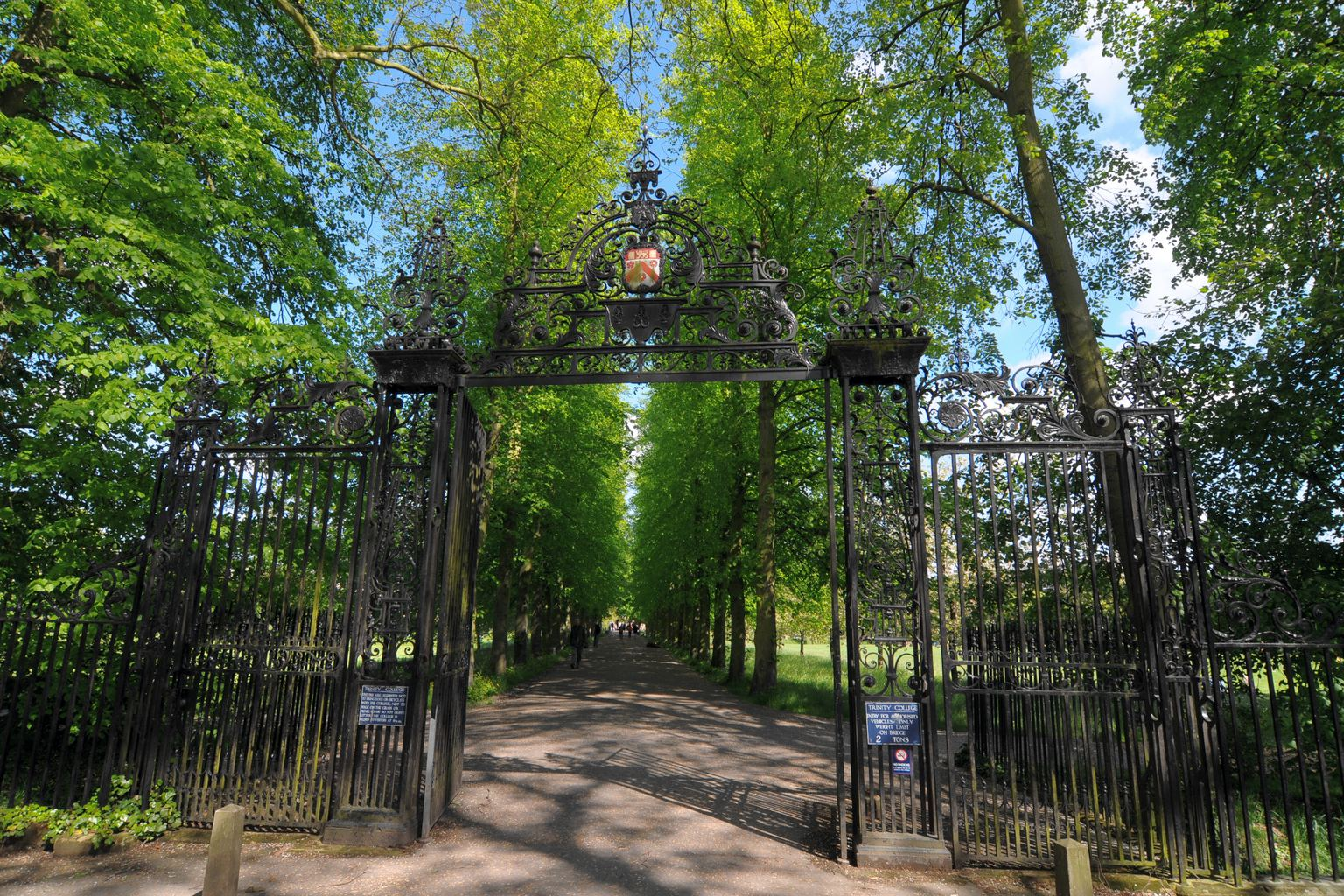
Đại lộ Chanh và Cây anh đào, và Cổng sắt hướng vào con đường của Nữ hoàng nhìn từ phía sau
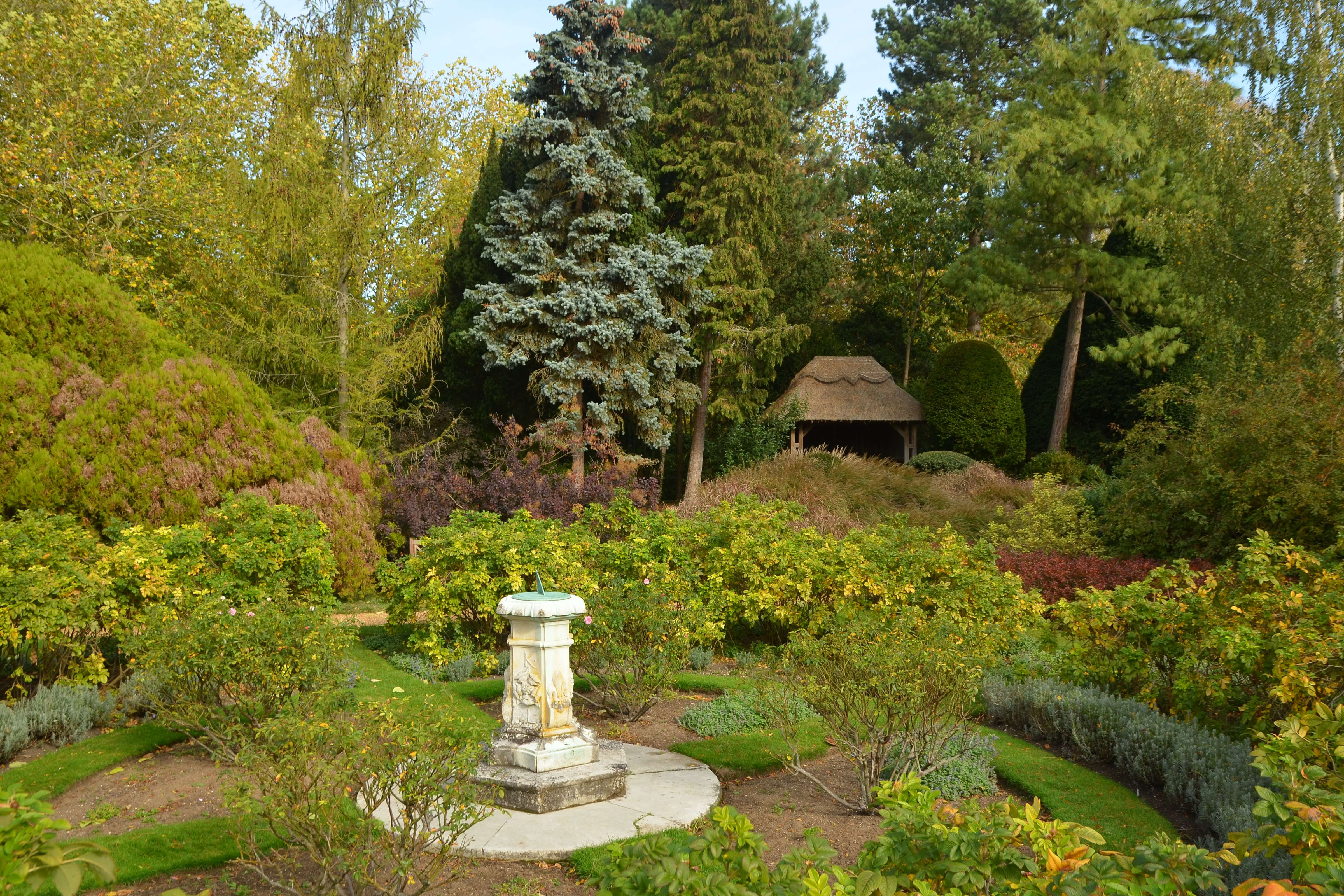
Đồng hồ mặt trời và chòi tại khu vườn của Fellows
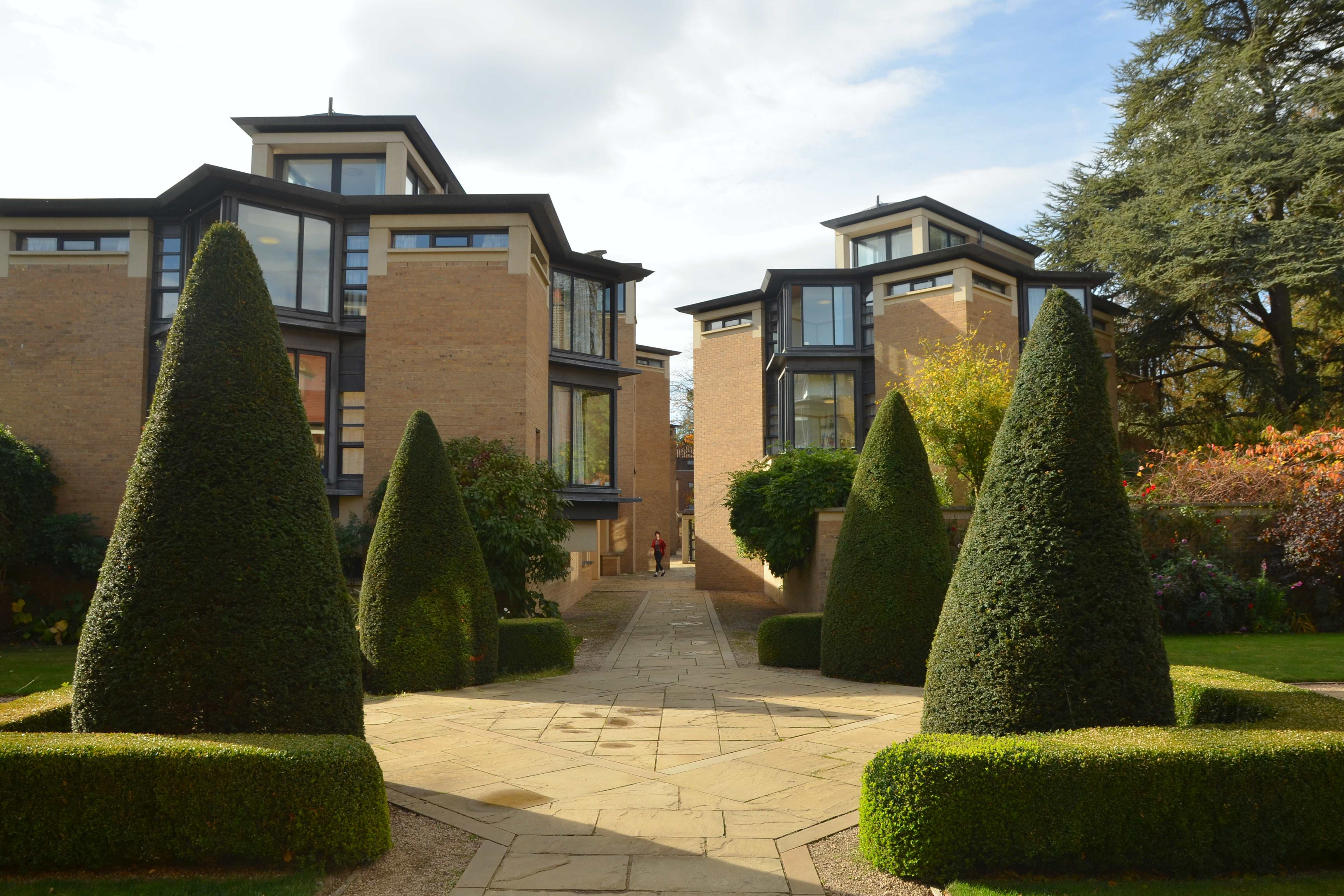
Burrell's Field năm 1995
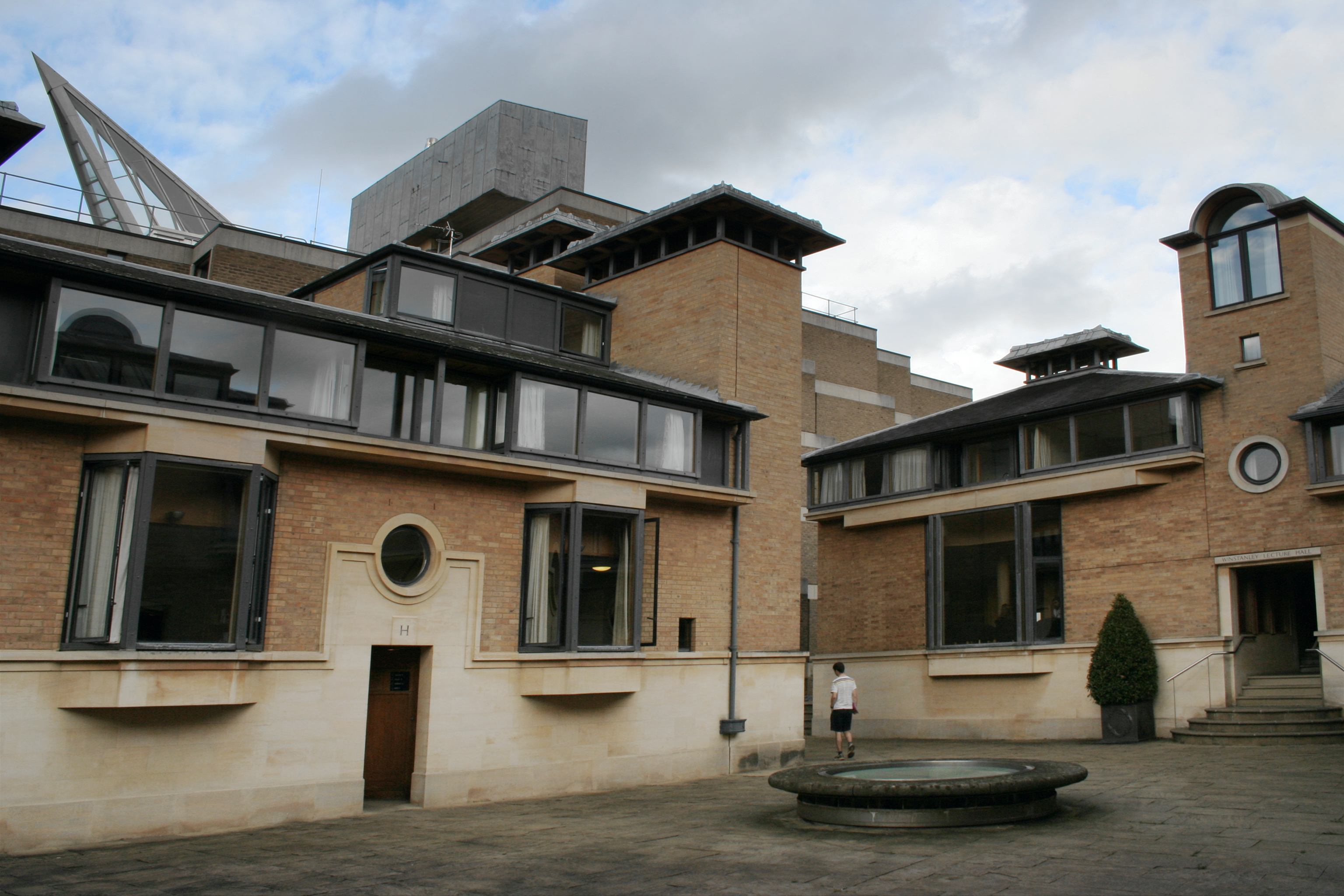
Sân Boar Blue, với tòa nhà Wolfson làm nền.

### Người thắng giải Nobel

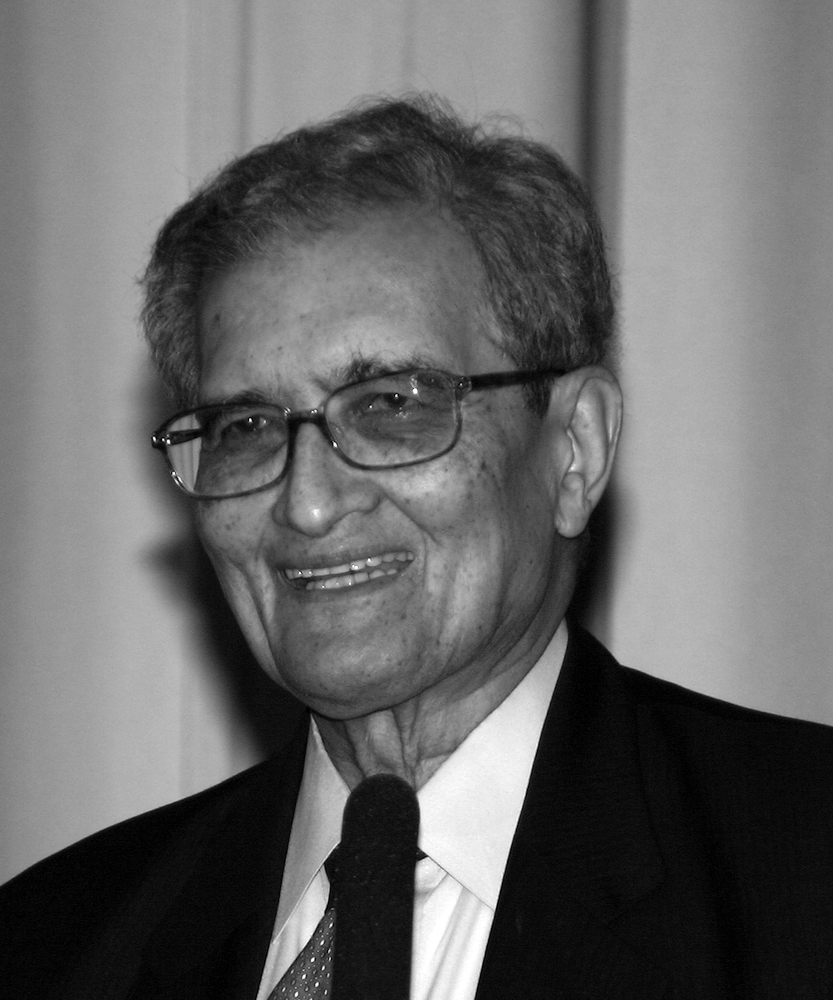
Amartya Sen

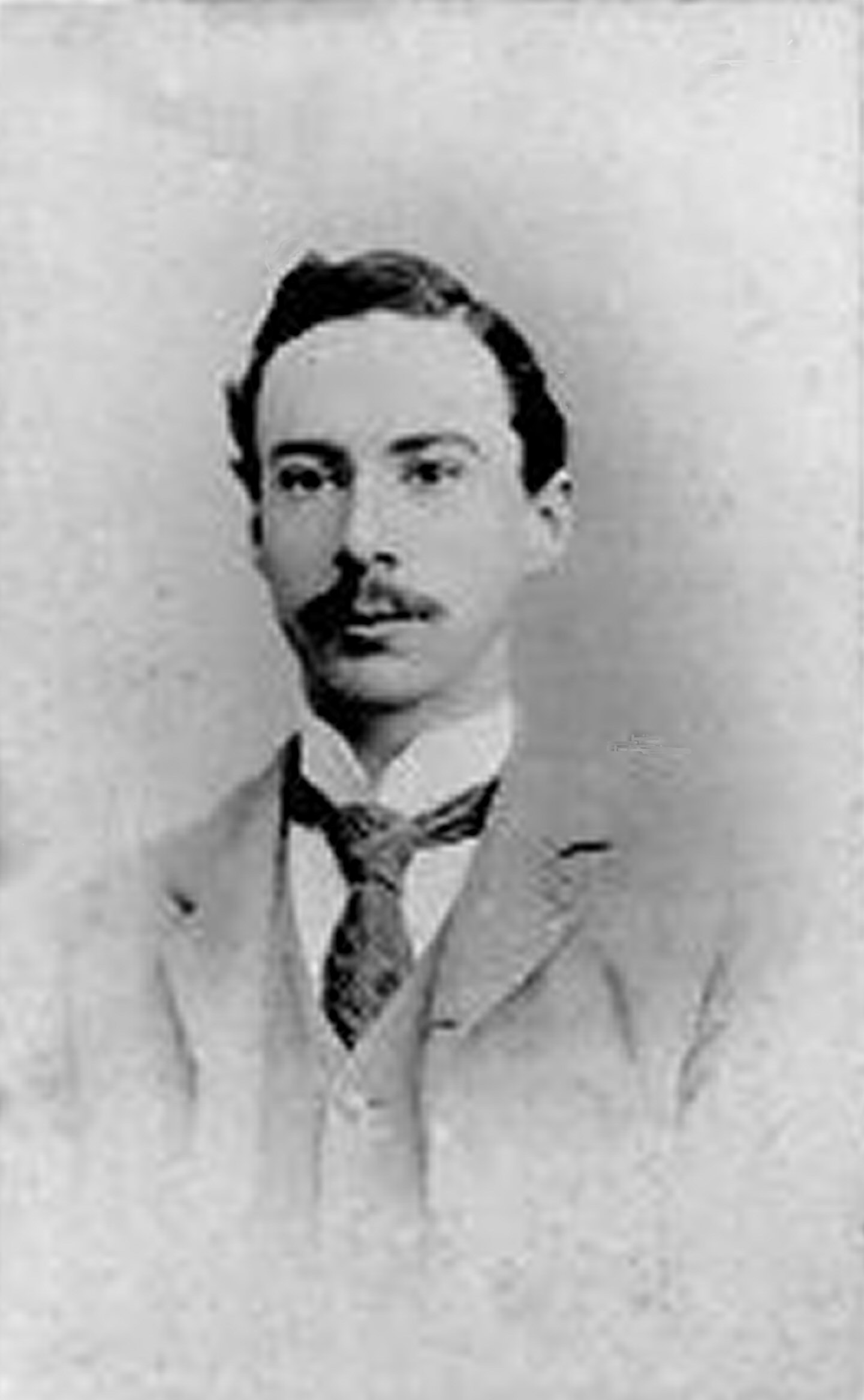
Bertrand Russell

| Tên                                          | Lĩnh vực            | Năm  |
| -------------------------------------------- | ------------------- | ---- |
| John William Strutt, Nam tước Rayleigh thứ 3 | Vật lý              | 1904 |
| Joseph John (J. J.) Thomson                  | Vật lý              | 1906 |
| Ernest Rutherford                            | Hóa học             | 1908 |
| William Bragg                                | Vật lý              | 1915 |
| Lawrence Bragg                               | Vật lý              | 1915 |
| Charles Glover Barkla                        | Vật lý              | 1917 |
| Niels Bohr                                   | Vật lý              | 1922 |
| Francis William Aston                        | Hóa học             | 1922 |
| Archibald V. Hill                            | Sinh học hoặc y học | 1922 |
| Austen Chamberlain                           | Hòa bình            | 1925 |
| Owen Willans Richardson                      | Vật lý              | 1928 |
| Frederick Hopkins                            | Sinh học hoặc y học | 1929 |
| Edgar Douglas Adrian                         | Sinh học hoặc y học | 1932 |
| Henry Dale                                   | Sinh học hoặc y học | 1936 |
| George Paget Thomson                         | Vật lý              | 1937 |
| Bertrand Russell                             | Văn học             | 1950 |
| Ernest Walton                                | Vật lý              | 1951 |
| Richard Synge                                | Hóa học             | 1952 |
| John Kendrew                                 | Hóa học             | 1962 |
| Alan Hodgkin                                 | Sinh học hoặc y học | 1963 |
| Andrew Huxley                                | Sinh học hoặc y học | 1963 |
| Brian David Josephson                        | Vật lý              | 1973 |
| Martin Ryle                                  | Vật lý              | 1974 |
| James Meade                                  | Khoa học kinh tế    | 1977 |
| Pyotr Kapitsa                                | Vật lý              | 1978 |
| Walter Gilbert                               | Hóa học             | 1980 |
| Aaron Klug                                   | Hóa học             | 1982 |
| Subrahmanyan Chandrasekhar                   | Vật lý              | 1983 |
| James Mirrlees                               | Khoa học kinh tế    | 1996 |
| John Pople                                   | Hóa học             | 1998 |
| Amartya Sen                                  | Khoa học kinh tế    | 1998 |
| Venkatraman Ramakrishnan                     | Hóa học             | 2009 |
| Sir Gregory Paul Winter                      | Hóa học             | 2018 |
| Didier Queloz                                | Vật lý              | 2019 |

### Người nhận huân chương Fields
Bốn thành viên hoặc cựu sinh viên của Đại học Trinity đã nhận Huy chương Fields.
| Tên               | Năm  |
| ----------------- | ---- |
| Michael Atiyah    | 1966 |
| Alan Baker        | 1970 |
| Richard Borcherds | 1998 |
| Timothy Gowers    | 1998 |

### Thắng giải Turing
| Tên                | Năm  |
| ------------------ | ---- |
| James H. Wilkinson | 1970 |